# Gerimpeld mosoortje
Het gerimpeld mosoortje (Arrhenia retiruga) is een schimmel behorend tot de familie Hygrophoraceae. Het is een necrotrofe parasiet, die leeft op slaapmossen of fijn plantaardig materiaal dat op de grond ligt. Het komt voor in graslanden en in de kustduinen. 

## Kenmerken

### Uiterlijke kenmerken
Het is een kleine (tot 5 mm diameter, zelden tot wel 15 mm), onregelmatig schelpvormige paddenstoel, die zonder echte steel met de opening naar beneden aan zijn substraat hangt. Hij is licht gekleurd, maar niet zuiver wit, en onderscheidt zich daarmee in het veld van mosoortjes uit het geslacht Rimbachia.  De rand is schilferig, licht behaard of kaal, niet gezoneerd. Het is hygrofaan; geelachtig grijs of oker tot lichtbruin als het nat is, lichtbruin tot geelachtig als het droog is.

### Microscopische kenmerken
De cuticula is samengesteld uit parallelle hyfen met een diameter van 4–10 µm, meestal donker gepigmenteerd en fijn ingelegd met pigment dat onregelmatig over de wanden is verdeeld. Er zijn geen cystidia aanwezig. De basidia zijn 25–32 × 4–8 µm, knotsvormig, 4-sporig, sterigmata gewoonlijk eenvoudig 3 tot 4,5 µm lang. De sporen meten 7–11 × 4–6 µm (Q = 1,6), ellipsvormig tot ovaal, soms traanvormig, glad, hyaliene, inamyloïde. Het heeft geen gespen aan de hyfen.

## Vergelijkbare soorten
Op topkapselmossen komt een andere soort voor, het gesteeld mosoortje (Arrhenia spathulata), qua maat en kleur vergelijkbaar, maar kort gesteeld. Beide soorten hebben breed ellipsoïde sporen met vergelijkbare sporenmaat en missen gespen aan de hyfen.

## Verspreiding
Het gerimpeld mosoortje komt voor in Noord-Amerika, Europa, het Aziatische deel van Rusland, Australië en Nieuw-Zeeland.
In Nederland komt het algemeen voor. Het staat niet op de rode lijst en is niet bedreigd.

## Foto's

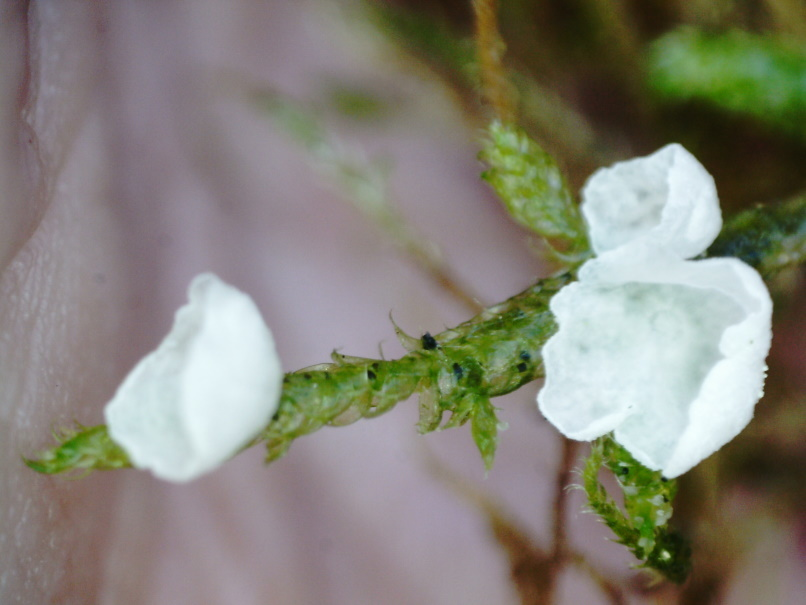
Onderzijde
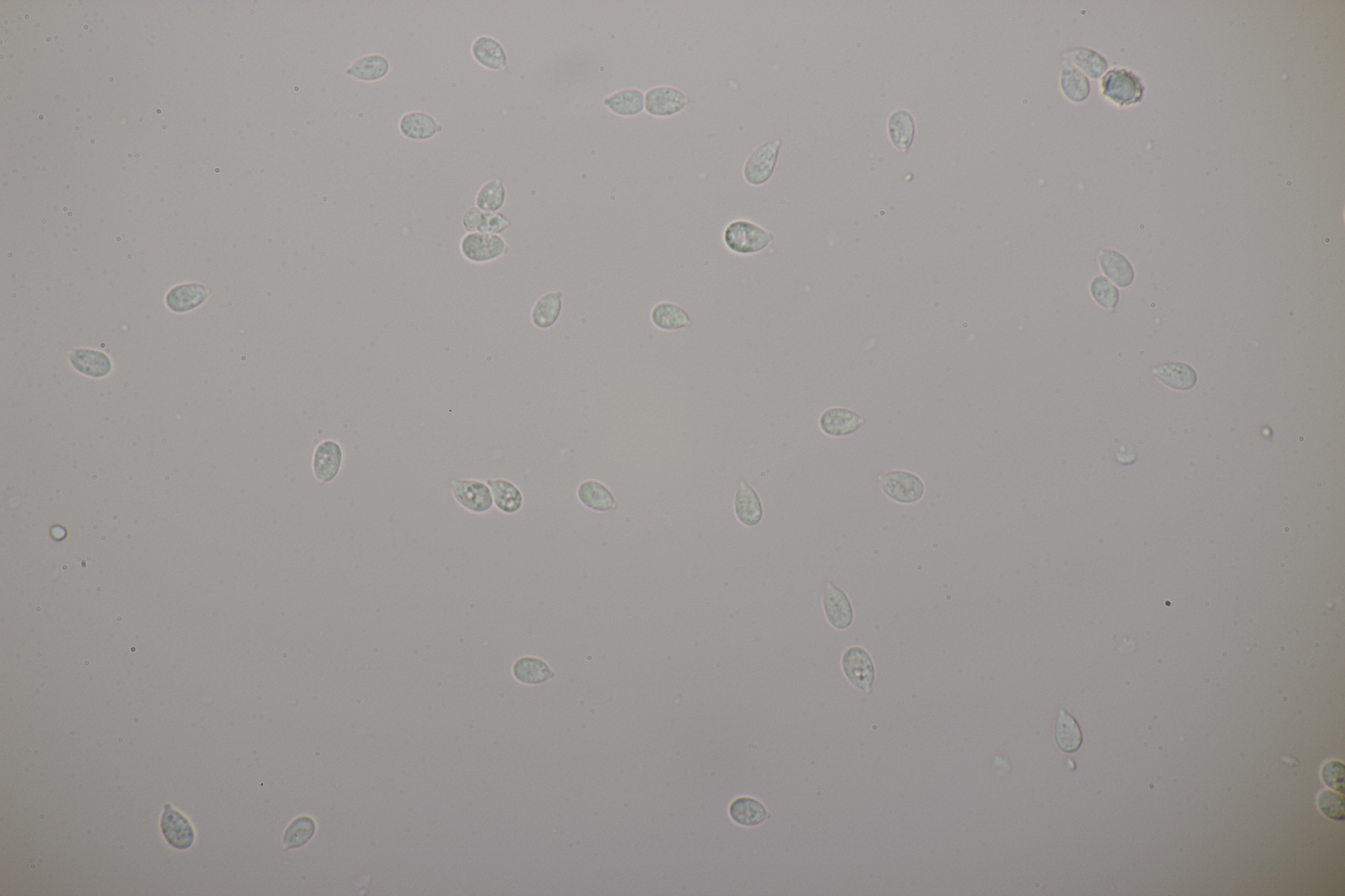
Sporen